# Distrito electoral de Madre de Dios
Madre de Dios es uno de los 27 distritos electorales representados en el Congreso de la República del Perú. La circunscripción elige actualmente a 1 congresista. Sus límites corresponden a los del departamento de Madre de Dios. El sistema electoral utiliza el método D'Hondt y una representación proporcional con un único voto preferencial opcional.

## Representantes
| 1 |

| 1 |

| 1 |

| 1 |

| 1 |

| 1 |

| 1 |

| 1 |

| 1 |

## Elecciones

### Elecciones parlamentarias de 2021
| Partidos y coaliciones                                                                               | Partidos y coaliciones                    | Voto popular | Voto popular | Voto popular | Escaños | Escaños |
| Partidos y coaliciones                                                                               | Partidos y coaliciones                    | Votos        | %            | ±pp          | Total   | +/−     |
| --- | ----------------------------------------- | ------------ | ------------ | ------------ | ------- | ------- |
| | Alianza para el Progreso (APP)            | 8,769        | 17.55        | +7.64        | 1       | +1      |
| | Unión por el Perú (UPP)                   | 6,951        | 13.92        | –1.42        | 0       | –1      |
| | Frente Popular Agrícola del Perú (Frepap) | 6,097        | 12.21        | +2.27        | 0       | ±0      |
| | Acción Popular (AP)                       | 5,432        | 10.87        | +4.50        | 0       | ±0      |
| | Fuerza Popular (FP)                       | 4,950        | 9.91         | +4.75        | 0       | ±0      |
| | Podemos Perú (PP)                         | 2,968        | 5.94         | +3.41        | 0       | ±0      |
| | Juntos por el Perú (JP)                   | 2,927        | 5.86         | +3.15        | 0       | ±0      |
| | Renovación Popular (RP)1                  | 2,701        | 5.41         | +4.27        | 0       | ±0      |
| | Victoria Nacional (VN)                    | 2,531        | 5.07         | Nuevo        | 0       | ±0      |
| | Avanza País (AvP)                         | 2,490        | 4.99         | –14.81       | 0       | ±0      |
| | Partido Morado (PM)                       | 2,192        | 4.39         | +3.07        | 0       | ±0      |
| | Partido Nacionalista Peruano (PNP)        | 820          | 1.64         | n/a          | 0       | ±0      |
| | Democracia Directa (DD)                   | 609          | 1.22         | –2.67        | 0       | ±0      |
| | Renacimiento Unido Nacional (RUNA)        | 517          | 1.04         | Nuevo        | 0       | ±0      |
| |                                           |              |              |              |         |         |
| Total                                                                                                | Total                                     | 49,954       |              |              | 1       | ±0      |
| |                                           |              |              |              |         |         |
| Votos válidos                                                                                        | Votos válidos                             | 49,954       | 60.32        | –14.94       |         |         |
| Votos en blanco                                                                                      | Votos en blanco                           | 19,598       | 23.66        | +21.04       |         |         |
| Votos nulos                                                                                          | Votos nulos                               | 13,270       | 16.02        | –6.10        |         |         |
| Votos emitidos                                                                                       | Votos emitidos                            | 82,822       | 71.08        | –0.65        |         |         |
| Abstenciones                                                                                         | Abstenciones                              | 33,691       | 28.92        | +0.65        |         |         |
| Votantes registrados                                                                                 | Votantes registrados                      | 116,513      |              |              |         |         |
| |                                           |              |              |              |         |         |
| Fuente:                                                                                              |                                           |              |              |              |         |         |
| Notas al pie: 1 Comparado con los resultados de Solidaridad Nacional (SN) en las elecciones de 2020. |                                           |              |              |              |         |         |
| Notas al pie:                                                                                        |                                           |              |              |              |         |         |
| 1 Comparado con los resultados de Solidaridad Nacional (SN) en las elecciones de 2020.               |                                           |              |              |              |         |         |

### Elecciones parlamentarias de 2020
| Partidos y coaliciones | Partidos y coaliciones                    | Voto popular | Voto popular | Voto popular | Escaños | Escaños |
| Partidos y coaliciones | Partidos y coaliciones                    | Votos        | %            | ±pp          | Total   | +/−     |
| --- | ----------------------------------------- | ------------ | ------------ | ------------ | ------- | ------- |
| | Avanza País (AvP)                         | 12,106       | 19.80        | Nuevo        | 0       | ±0      |
| | Unión por el Perú1 (UPP)                  | 9,380        | 15.34        | n/a          | 1       | +1      |
| | Frente Popular Agrícola del Perú (Frepap) | 6,076        | 9.94         | Nuevo        | 0       | ±0      |
| | Alianza para el Progreso2 (APP)           | 6,060        | 9.91         | n/a          | 0       | ±0      |
| | Perú Patria Segura (PPS)                  | 5,560        | 9.09         | Nuevo        | 0       | ±0      |
| | Somos Perú2 (SP)                          | 5,011        | 8.20         | n/a          | 0       | ±0      |
| | Acción Popular (AP)                       | 3,896        | 6.37         | +1.81        | 0       | ±0      |
| | Fuerza Popular (FP)                       | 3,154        | 5.16         | –29.08       | 0       | –1      |
| | Democracia Directa (DD)                   | 2,381        | 3.89         | –0.39        | 0       | ±0      |
| | Partido Popular Cristiano3 (PPC)          | 1,755        | 2.87         | n/a          | 0       | ±0      |
| | Juntos por el Perú (JP)                   | 1,659        | 2.71         | Nuevo        | 0       | ±0      |
| | Podemos Perú (PP)                         | 1,549        | 2.53         | Nuevo        | 0       | ±0      |
| | Perú Nación (PN)                          | 1,046        | 1.71         | Nuevo        | 0       | ±0      |
| | Partido Morado (PM)                       | 806          | 1.32         | Nuevo        | 0       | ±0      |
| | Solidaridad Nacional1 (SN)                | 700          | 1.15         | n/a          | 0       | ±0      |
| |                                           |              |              |              |         |         |
| Total | Total                                     | 61,139       |              |              | 1       | ±0      |
| |                                           |              |              |              |         |         |
| Votos válidos | Votos válidos                             | 61,139       | 75.26        | +20.62       |         |         |
| Votos en blanco | Votos en blanco                           | 2,132        | 2.62         | –11.40       |         |         |
| Votos nulos | Votos nulos                               | 17,971       | 22.12        | –9.22        |         |         |
| Votos emitidos | Votos emitidos                            | 81,242       | 71.73        | –9.12        |         |         |
| Abstenciones | Abstenciones                              | 32,024       | 28.27        | +9.12        |         |         |
| Votantes registrados | Votantes registrados                      | 113,266      |              |              |         |         |
| |                                           |              |              |              |         |         |
| Fuente: |                                           |              |              |              |         |         |
| Notas al pie: 1 Dentro de la coalición Alianza Solidaridad Nacional en las elecciones de 2016 (retiraron su candidatura). 2 Dentro de la coalición Alianza para el Progreso del Perú en las elecciones de 2016. 3 Dentro de la coalición Alianza Popular en las elecciones de 2016. |                                           |              |              |              |         |         |
| Notas al pie: |                                           |              |              |              |         |         |
| 1 Dentro de la coalición Alianza Solidaridad Nacional en las elecciones de 2016 (retiraron su candidatura). 2 Dentro de la coalición Alianza para el Progreso del Perú en las elecciones de 2016. 3 Dentro de la coalición Alianza Popular en las elecciones de 2016.               |                                           |              |              |              |         |         |

### Elecciones parlamentarias de 2016
| Partidos y coaliciones | Partidos y coaliciones                         | Voto popular | Voto popular | Voto popular | Escaños | Escaños |
| Partidos y coaliciones | Partidos y coaliciones                         | Votos        | %            | ±pp          | Total   | +/−     |
| --- | ---------------------------------------------- | ------------ | ------------ | ------------ | ------- | ------- |
| | Fuerza Popular1 (FP)                           | 14,452       | 34.24        | +18.88       | 1       | +1      |
| | Alianza para el Progreso del Perú2 (APP–RN–SP) | 5,983        | 14.18        | n/a          | 0       | ±0      |
| | Peruanos por el Kambio (PPK)                   | 5,894        | 13.96        | Nuevo        | 0       | ±0      |
| | Frente Amplio (FA)                             | 5,409        | 12.82        | Nuevo        | 0       | ±0      |
| | Perú Posible3 (PP)                             | 4,463        | 10.57        | n/a          | 0       | ±0      |
| | Acción Popular3 (AP)                           | 1,925        | 4.56         | n/a          | 0       | ±0      |
| | Democracia Directa4 (DD)                       | 1,806        | 4.28         | +3.88        | 0       | ±0      |
| | Alianza Popular5 (APRA–PPC–VP)                 | 1,633        | 3.87         | n/a          | 0       | ±0      |
| | Progresando Perú (PrP)                         | 644          | 1.53         | Nuevo        | 0       | ±0      |
| |                                                |              |              |              |         |         |
| Total | Total                                          | 42,209       |              |              | 1       | ±0      |
| |                                                |              |              |              |         |         |
| Votos válidos | Votos válidos                                  | 42,209       | 54.64        | –18.99       |         |         |
| Votos en blanco | Votos en blanco                                | 10,828       | 14.02        | +0.84        |         |         |
| Votos nulos | Votos nulos                                    | 24,207       | 31.34        | +18.15       |         |         |
| Votos emitidos | Votos emitidos                                 | 77,244       | 80.85        | –1.83        |         |         |
| Abstenciones | Abstenciones                                   | 18,294       | 19.15        | +1.83        |         |         |
| Votantes registrados | Votantes registrados                           | 95,538       |              |              |         |         |
| |                                                |              |              |              |         |         |
| Fuente: |                                                |              |              |              |         |         |
| Notas al pie: 1 Comparado con los resultados de su partido antecesor Fuerza 2011 en las elecciones de 2011. 2 Comparado con los resultados de Alianza para el Progreso , Restauración Nacional (ambos dentro de la coalición Alianza por el Gran Cambio ) y Somos Perú (dentro de la coalición Alianza Electoral Perú Posible ) en las elecciones de 2011. 3 Dentro de la coalición Alianza Electoral Perú Posible en las elecciones de 2011. 4 Comparado con los resultados de su partido antecesor Fonavistas del Perú en las elecciones de 2011. 5 Comparado con los resultados del Partido Aprista Peruano y el Partido Popular Cristiano en las elecciones de 2011. |                                                |              |              |              |         |         |
| Notas al pie: |                                                |              |              |              |         |         |
| 1 Comparado con los resultados de su partido antecesor Fuerza 2011 en las elecciones de 2011. 2 Comparado con los resultados de Alianza para el Progreso, Restauración Nacional (ambos dentro de la coalición Alianza por el Gran Cambio) y Somos Perú (dentro de la coalición Alianza Electoral Perú Posible) en las elecciones de 2011. 3 Dentro de la coalición Alianza Electoral Perú Posible en las elecciones de 2011. 4 Comparado con los resultados de su partido antecesor Fonavistas del Perú en las elecciones de 2011. 5 Comparado con los resultados del Partido Aprista Peruano y el Partido Popular Cristiano en las elecciones de 2011.                  |                                                |              |              |              |         |         |

### Elecciones parlamentarias de 2011
| Partidos y coaliciones | Partidos y coaliciones                       | Voto popular | Voto popular | Voto popular | Escaños | Escaños |
| Partidos y coaliciones | Partidos y coaliciones                       | Votos        | %            | ±pp          | Total   | +/−     |
| --- | -------------------------------------------- | ------------ | ------------ | ------------ | ------- | ------- |
| | Gana Perú1 (PNP–PS–PCP–PSR)                  | 18,937       | 43.64        | +42.82       | 1       | +1      |
| | Perú Posible2 (PP–AP–SP)                     | 11,201       | 25.81        | +7.90        | 0       | ±0      |
| | Fuerza 20113 (F2011)                         | 6,665        | 15.36        | +12.73       | 0       | ±0      |
| | Solidaridad Nacional4 (SN–UPP–C90–SU–TPP)    | 3,823        | 8.81         | n/a          | 0       | ±0      |
| | Alianza por el Gran Cambio5 (APP–PPC–PHP–RN) | 1,885        | 4.34         | n/a          | 0       | –1      |
| | Partido Aprista Peruano (APRA)               | 712          | 1.64         | –10.60       | 0       | ±0      |
| | Fonavistas del Perú (FP)                     | 174          | 0.40         | Nuevo        | 0       | ±0      |
| |                                              |              |              |              |         |         |
| Total | Total                                        | 43,397       |              |              | 1       | ±0      |
| |                                              |              |              |              |         |         |
| Votos válidos | Votos válidos                                | 43,397       | 73.63        | –1.48        |         |         |
| Votos en blanco | Votos en blanco                              | 7,767        | 13.18        | +2.92        |         |         |
| Votos nulos | Votos nulos                                  | 7,772        | 13.19        | –1.44        |         |         |
| Votos emitidos | Votos emitidos                               | 58,936       | 82.68        | –2.40        |         |         |
| Abstenciones | Abstenciones                                 | 12,343       | 17.32        | +2.40        |         |         |
| Votantes registrados | Votantes registrados                         | 71,279       |              |              |         |         |
| |                                              |              |              |              |         |         |
| Fuente: |                                              |              |              |              |         |         |
| Notas al pie: 1 Comparado con los resultados del Partido Socialista en las elecciones de 2006. 2 Comparado con los resultados del partido Perú Posible y la alianza Frente de Centro en las elecciones de 2006. 3 Comparado con los resultados de la coalición Alianza por el Futuro en las elecciones de 2006. 4 Comparado con los resultados del partido Unión por el Perú y Solidaridad Nacional (dentro de Unidad Nacional ) en las elecciones de 2006. 5 Comparado con los resultados del Partido Popular Cristiano (dentro de Unidad Nacional ) en las elecciones de 2006. |                                              |              |              |              |         |         |
| Notas al pie: |                                              |              |              |              |         |         |
| 1 Comparado con los resultados del Partido Socialista en las elecciones de 2006. 2 Comparado con los resultados del partido Perú Posible y la alianza Frente de Centro en las elecciones de 2006. 3 Comparado con los resultados de la coalición Alianza por el Futuro en las elecciones de 2006. 4 Comparado con los resultados del partido Unión por el Perú y Solidaridad Nacional (dentro de Unidad Nacional) en las elecciones de 2006. 5 Comparado con los resultados del Partido Popular Cristiano (dentro de Unidad Nacional) en las elecciones de 2006.                 |                                              |              |              |              |         |         |

### Elecciones parlamentarias de 2006
| Partidos y coaliciones | Partidos y coaliciones                            | Voto popular | Voto popular | Voto popular | Escaños | Escaños |
| Partidos y coaliciones | Partidos y coaliciones                            | Votos        | %            | ±pp          | Total   | +/−     |
| --- | ------------------------------------------------- | ------------ | ------------ | ------------ | ------- | ------- |
| | Restauración Nacional (RN)                        | 6,310        | 20.68        | Nuevo        | 1       | +1      |
| | Unión por el Perú (UPP)                           | 6,079        | 19.93        | n/a          | 0       | ±0      |
| | Unidad Nacional (PPC–SN–RN)                       | 4,489        | 14.72        | +9.39        | 0       | ±0      |
| | Perú Posible (PP)                                 | 4,241        | 13.90        | –4.76        | 0       | ±0      |
| | Partido Aprista Peruano (APRA)                    | 3,734        | 12.24        | –3.78        | 0       | ±0      |
| | Justicia Nacional (JN)                            | 1,957        | 6.42         | Nuevo        | 0       | ±0      |
| | Frente de Centro1 (AP–SP–CNI)                     | 1,224        | 4.01         | –4.48        | 0       | ±0      |
| | Alianza por el Futuro2 (C90–NM–SC)                | 802          | 2.63         | +0.81        | 0       | ±0      |
| | Avanza País - Partido de Integración Social (AvP) | 721          | 2.36         | Nuevo        | 0       | ±0      |
| | Frente Popular Agrícola del Perú (Frepap)         | 371          | 1.22         | –0.27        | 0       | ±0      |
| | Partido Socialista (PS)                           | 249          | 0.82         | Nuevo        | 0       | ±0      |
| | Movimiento Nueva Izquierda (MNI)                  | 213          | 0.70         | Nuevo        | 0       | ±0      |
| | Alianza para el Progreso (APP)                    | 71           | 0.23         | Nuevo        | 0       | ±0      |
| | Frente Independiente Moralizador (FIM)            | 45           | 0.15         | –5.63        | 0       | ±0      |
| |                                                   |              |              |              |         |         |
| Total | Total                                             | 30,506       |              |              | 1       | ±0      |
| |                                                   |              |              |              |         |         |
| Votos válidos | Votos válidos                                     | 30,506       | 75.11        | –12.91       |         |         |
| Votos en blanco | Votos en blanco                                   | 4,169        | 10.26        | +4.42        |         |         |
| Votos nulos | Votos nulos                                       | 5,943        | 14.63        | +8.49        |         |         |
| Votos emitidos | Votos emitidos                                    | 40,618       | 85.08        | +15.30       |         |         |
| Abstenciones | Abstenciones                                      | 7,124        | 14.92        | –15.30       |         |         |
| Votantes registrados | Votantes registrados                              | 47,742       |              |              |         |         |
| |                                                   |              |              |              |         |         |
| Fuente: |                                                   |              |              |              |         |         |
| Notas al pie: 1 Comparado con los resultados de los partidos Acción Popular y Somos Perú en las elecciones de 2001. 2 Comparado con los resultados de los partidos Cambio 90 – Nueva Mayoría y Solución Popular ( Sí Cumple ) en las elecciones de 2001. |                                                   |              |              |              |         |         |
| Notas al pie: |                                                   |              |              |              |         |         |
| 1 Comparado con los resultados de los partidos Acción Popular y Somos Perú en las elecciones de 2001. 2 Comparado con los resultados de los partidos Cambio 90–Nueva Mayoría y Solución Popular (Sí Cumple) en las elecciones de 2001.                   |                                                   |              |              |              |         |         |

### Elecciones parlamentarias de 2001
| Partidos y coaliciones | Partidos y coaliciones                    | Voto popular | Voto popular | Voto popular | Escaños | Escaños |
| Partidos y coaliciones | Partidos y coaliciones                    | Votos        | %            | ±pp          | Total   | +/−     |
| ---------------------- | ----------------------------------------- | ------------ | ------------ | ------------ | ------- | ------- |
|                        | Renacimiento Andino (RA)                  | 8,986        | 40.97        | n/a          | 1       | n/a     |
|                        | Perú Posible (PP)                         | 4,092        | 18.66        | n/a          | 0       | n/a     |
|                        | Partido Aprista Peruano (APRA)            | 3,513        | 16.02        | n/a          | 0       | n/a     |
|                        | Frente Independiente Moralizador (FIM)    | 1,267        | 5.78         | n/a          | 0       | n/a     |
|                        | Acción Popular (AP)                       | 1,226        | 5.59         | n/a          | 0       | n/a     |
|                        | Unidad Nacional (PPC–SN–RN–CR)            | 1,169        | 5.33         | n/a          | 0       | n/a     |
|                        | Somos Perú (SP)                           | 635          | 2.90         | n/a          | 0       | n/a     |
|                        | Frente Popular Agrícola del Perú (Frepap) | 327          | 1.49         | n/a          | 0       | n/a     |
|                        | Solución Popular (SoP)                    | 276          | 1.26         | n/a          | 0       | n/a     |
|                        | Todos por la Victoria (TpV)               | 234          | 1.07         | n/a          | 0       | n/a     |
|                        | Cambio 90–Nueva Mayoría (C90–NM)          | 122          | 0.56         | n/a          | 0       | n/a     |
|                        | Proyecto País (PrP)                       | 87           | 0.40         | n/a          | 0       | n/a     |
|                        |                                           |              |              |              |         |         |
| Total                  | Total                                     | 21,934       |              |              | 1       | n/a     |
|                        |                                           |              |              |              |         |         |
| Votos válidos          | Votos válidos                             | 21,934       | 82.02        | n/a          |         |         |
| Votos en blanco        | Votos en blanco                           | 1,562        | 5.84         | n/a          |         |         |
| Votos nulos            | Votos nulos                               | 3,245        | 12.14        | n/a          |         |         |
| Votos emitidos         | Votos emitidos                            | 26,741       | 69.78        | n/a          |         |         |
| Abstenciones           | Abstenciones                              | 11,582       | 30.22        | n/a          |         |         |
| Votantes registrados   | Votantes registrados                      | 38,323       |              |              |         |         |
|                        |                                           |              |              |              |         |         |
| Fuente:                |                                           |              |              |              |         |         |

### Elecciones parlamentarias de 2000
Elecciones parlamentarias en distrito electoral nacional único

### Elecciones parlamentarias de 1995
Elecciones parlamentarias en distrito electoral nacional único

### Elecciones parlamentarias de 1990
| Partidos y coaliciones | Partidos y coaliciones                                     | Voto popular | Voto popular | Voto popular | Escaños | Escaños |
| Partidos y coaliciones | Partidos y coaliciones                                     | Votos        | %            | ±pp          | Total   | +/−     |
| --- | ---------------------------------------------------------- | ------------ | ------------ | ------------ | ------- | ------- |
| | Izquierda Unida (IU)                                       | 4,035        | 37.62        | +12.06       | 1       | +1      |
| | Frente Democrático1 (Movimiento Libertad–PPC–AP)           | 3,203        | 29.87        | n/a          | 0       | ±0      |
| | Partido Aprista Peruano (APRA)                             | 2,918        | 27.21        | +0.32        | 0       | ±0      |
| | Frente Nacional de Trabajadores y Campesinos2 (Frenatraca) | 312          | 2.91         | +1.07        | 0       | ±0      |
| | Izquierda Socialista (IS)                                  | 257          | 2.40         | Nuevo        | 0       | ±0      |
| |                                                            |              |              |              |         |         |
| Total | Total                                                      | 10,725       |              |              | 1       | ±0      |
| |                                                            |              |              |              |         |         |
| Votos válidos | Votos válidos                                              | 10,725       | 100.00       | ±0.00        |         |         |
| Votos en blanco | Votos en blanco                                            | 0            | 0.00         | ±0.00        |         |         |
| Votos nulos | Votos nulos                                                | 0            | 0.00         | ±0.00        |         |         |
| Votos emitidos | Votos emitidos                                             | 10,725       | n/d          | n/a          |         |         |
| Abstenciones | Abstenciones                                               | n/d          | n/d          | n/a          |         |         |
| Votantes registrados | Votantes registrados                                       | n/d          |              |              |         |         |
| |                                                            |              |              |              |         |         |
| Fuente: |                                                            |              |              |              |         |         |
| Notas al pie: 1 Comparado con los resultados del Partido Popular Cristiano (dentro de la coalición Convergencia Democrática ) y Acción Popular en las elecciones de 1985. 2 Comparado con los resultados de Izquierda Nacionalista (IN) en las elecciones de 1985. |                                                            |              |              |              |         |         |
| Notas al pie: |                                                            |              |              |              |         |         |
| 1 Comparado con los resultados del Partido Popular Cristiano (dentro de la coalición Convergencia Democrática) y Acción Popular en las elecciones de 1985. 2 Comparado con los resultados de Izquierda Nacionalista (IN) en las elecciones de 1985.                |                                                            |              |              |              |         |         |

### Elecciones parlamentarias de 1985
| Partidos y coaliciones | Partidos y coaliciones                                          | Voto popular | Voto popular | Voto popular | Escaños | Escaños |
| Partidos y coaliciones | Partidos y coaliciones                                          | Votos        | %            | ±pp          | Total   | +/−     |
| --- | --------------------------------------------------------------- | ------------ | ------------ | ------------ | ------- | ------- |
| | Lista Independiente Movimiento Independiente Madre de Dios      | 3,573        | 27.77        | –3.91        | 1       | +1      |
| | Partido Aprista Peruano (APRA)                                  | 3,460        | 26.89        | +4.78        | 0       | ±0      |
| | Izquierda Unida1 (UNIR–UDP–PRT–UI–FOCEP–APS)                    | 3,288        | 25.56        | +15.70       | 0       | ±0      |
| | Acción Popular (AP)                                             | 1,249        | 9.71         | –24.01       | 0       | –1      |
| | Convergencia Democrática2 (PPC–MBH)                             | 893          | 6.94         | +5.26        | 0       | ±0      |
| | Izquierda Nacionalista3 (IN)                                    | 237          | 1.84         | +1.27        | 0       | ±0      |
| | Lista Independiente Movimiento Regionalista del Oriente Peruano | 132          | 1.03         | Nuevo        | 0       | ±0      |
| | Frente Democrático de Unidad Nacional (FUN)                     | 54           | 0.42         | Nuevo        | 0       | ±0      |
| |                                                                 |              |              |              |         |         |
| Total | Total                                                           | 12,886       |              |              | 1       | ±0      |
| |                                                                 |              |              |              |         |         |
| Votos válidos | Votos válidos                                                   | 12,886       | 100.00       | +22.22       |         |         |
| Votos en blanco | Votos en blanco                                                 | 0            | 0.00         | –11.75       |         |         |
| Votos nulos | Votos nulos                                                     | 0            | 0.00         | –10.47       |         |         |
| Votos emitidos | Votos emitidos                                                  | 12,886       | 70.02        | n/a          |         |         |
| Abstenciones | Abstenciones                                                    | 5,518        | 29.98        | n/a          |         |         |
| Votantes registrados | Votantes registrados                                            | 18,404       |              |              |         |         |
| |                                                                 |              |              |              |         |         |
| Fuente: |                                                                 |              |              |              |         |         |
| Notas al pie: 1 Comparado con los resultados de los partidos Unión de Izquierda Revolucionaria (PCP-PR–PCR–VR–FLN), Unidad Democrático Popular (UDP), Partido Revolucionario de los Trabajadores (PRT), Unidad de Izquierda (UI), el Frente Obrero Campesino Estudiantil y Popular (FOCEP) y Acción Política Socialista (APS) en las elecciones de 1980. 2 Comparado con los resultados del Partido Popular Cristiano (PPC) en las elecciones de 1980. 3 Comparado con los resultados del Frente Nacional de Trabajadores y Campesinos (Frenatraca) en las elecciones de 1980. |                                                                 |              |              |              |         |         |
| Notas al pie: |                                                                 |              |              |              |         |         |
| 1 Comparado con los resultados de los partidos Unión de Izquierda Revolucionaria (PCP-PR–PCR–VR–FLN), Unidad Democrático Popular (UDP), Partido Revolucionario de los Trabajadores (PRT), Unidad de Izquierda (UI), el Frente Obrero Campesino Estudiantil y Popular (FOCEP) y Acción Política Socialista (APS) en las elecciones de 1980. 2 Comparado con los resultados del Partido Popular Cristiano (PPC) en las elecciones de 1980. 3 Comparado con los resultados del Frente Nacional de Trabajadores y Campesinos (Frenatraca) en las elecciones de 1980.               |                                                                 |              |              |              |         |         |

### Elecciones parlamentarias de 1980
| Partidos y coaliciones | Partidos y coaliciones                                     | Voto popular | Voto popular | Voto popular | Escaños | Escaños |
| Partidos y coaliciones | Partidos y coaliciones                                     | Votos        | %            | ±pp          | Total   | +/−     |
| ---------------------- | ---------------------------------------------------------- | ------------ | ------------ | ------------ | ------- | ------- |
|                        | Acción Popular (AP)                                        | 1,908        | 33.72        | n/a          | 1       | n/a     |
|                        | Lista Independiente Movimiento Independiente Madre de Dios | 1,793        | 31.68        | n/a          | 0       | n/a     |
|                        | Partido Aprista Peruano (APRA)                             | 1,251        | 22.11        | n/a          | 0       | n/a     |
|                        | Unidad de Izquierda (UI)                                   | 468          | 8.27         | n/a          | 0       | n/a     |
|                        | Partido Popular Cristiano (PPC)                            | 95           | 1.68         | n/a          | 0       | n/a     |
|                        | Unión de Izquierda Revolucionaria (PCP-PR–PCR–VR–FLN)      | 90           | 1.59         | n/a          | 0       | n/a     |
|                        | Frente Nacional de Trabajadores y Campesinos (Frenatraca)  | 32           | 0.57         | n/a          | 0       | n/a     |
|                        | Unión Nacional Odriísta (UNO)                              | 22           | 0.39         | n/a          | 0       | n/a     |
|                        |                                                            |              |              |              |         |         |
| Total                  | Total                                                      | 5,659        |              |              | 1       | n/a     |
|                        |                                                            |              |              |              |         |         |
| Votos válidos          | Votos válidos                                              | 5,659        | 77.78        | n/a          |         |         |
| Votos en blanco        | Votos en blanco                                            | 855          | 11.75        | n/a          |         |         |
| Votos nulos            | Votos nulos                                                | 762          | 10.47        | n/a          |         |         |
| Votos emitidos         | Votos emitidos                                             | 7,276        | n/d          | n/a          |         |         |
| Abstenciones           | Abstenciones                                               | n/d          | n/d          | n/a          |         |         |
| Votantes registrados   | Votantes registrados                                       | n/d          |              |              |         |         |
|                        |                                                            |              |              |              |         |         |
| Fuente:                |                                                            |              |              |              |         |         |